# Siorak Brook
Siorak Brook är ett vattendrag i Kanada.   Det ligger i provinsen Newfoundland och Labrador, i den östra delen av landet, 1 600 km nordost om huvudstaden Ottawa.